# Depozyt międzybankowy
Depozyt międzybankowy (ang. inter-bank deposit) – transakcja finansowa (pożyczka międzybankowa), w której jeden bank udziela, a drugi bank przyjmuje określoną kwotę środków pieniężnych na określony czas w zamian za odpowiednie oprocentowanie. Warunki transakcji (tj. kwota, termin zapadalności oraz oprocentowanie) ustalane są przez banki z góry, przed jej zawarciem.